# Quitters
Quitters est un groupe de punk rock français, originaire de Montpellier. Le groupe se forme en 2014 avec Jérémy Chuchana à la guitare et au chant, Jérémy Bousquet à la basse et au chant, Anthony Sanchis à la guitare et au chant et Romain Maitre à la batterie. Le groupe véhicule des messages à valeurs positives comme la solidarité et l'amitié.

## Biographie
Quitters est formé en 2014 à Montpellier par Jérémy Chuchana, Jérémy Bousquet et David Chaussade. Après quelques dates de concerts en France, le groupe sort son premier extended play (EP) intitulé « Move on to honest things » en mai 2015 sur quatre labels européens (Krod Records (en), Bad Mood Asso, Inhumano et Dingleberry Records).
À l'été 2015, ils partent en tournée avec le groupe allemand The Detectors à travers la France, l'Allemagne, Suisse, République Tchèque et la Belgique. En 2016, le groupe Quitters participe au festival Vegan à Marseille, au This is My Fest à Paris et ils font plusieurs tournées dont une en Espagne et au Portugal avec Shut Up! Twist Again et une au Chili avec le groupe Valium. Durant l'été 2016, le groupe se sépare de David Chaussade en tant que batteur. Quelques semaines plus tard, c'est Romain qui prend le relais à la batterie et ils reprennent les tournées dans la foulée. Anthony Sanchis, aussi connu comme membre du groupe Guerilla Poubelle, est ajouté au groupe en tant que second guitariste.
En mars 2017, Quitters publient le clip lyrique de leur chanson Why Should We Burn Our Lives?, pour leur prochain album. En avril 2017, ils sortent leur premier album Good Night Memories sur huit labels indépendants dont Inhumano, Bad Mood Asso et Dingleberry Records. Leur deuxième album est sortie en septembre 2022, Captain are we thinking sur plusieurs labels européens (KROD records, Dingleberry records , Bad Mood Asso, Fireflies Fall, Joe Cool, Pasidaryk Pat). 

## Discographie
- 2015 : Move On to Honest Things (Krod Records, Bad Mood Asso, Inhumano, Dingleberry Records).
- 2017 : Good Night Memories (Bad Mood Asso, Inhumano, Dingleberry Records, Never Trust an Asshole, Deux Pieds Deux Dents, Timtam Records, Aem Project).
- 2019 : Singing Like Nobody Listening (Bad Mood Asso).
- 2022 : Captain are we thinking (KROD records, Dingleberry records , Bad Mood Asso, Fireflies Fall, Joe Cool, Pasidaryk Pats)